# Arthur (Illinois)
Arthur è un comune degli Stati Uniti d'America, situato in Illinois, diviso tra la Contea di Douglas e la Contea di Moultrie.